# Мизгирёва, Ольга Фоминична
Ольга Фоминична Мизгирёва — туркменский художник и ботаник.
Ольга Мизгирёва родилась в Кара-Кала в году. «Начало прошлого века. Южная окраина царской России. Маленькое селение Кара-Кала в горах Копетдага, недавно заселенное русскими переселенцами. Жили там и Мизгиревы — почтовый служащий Фома Иванович, заядлый охотник, слыл шутником, умницей, его супруга Лукерья Васильевна занималась домом. Их первенцем стала Ольга. С момента её рождения начинается череда загадок в этой непростой судьбе. Сам год её рождения до сих пор вызывает споры: в паспорте указан 1908, в архивных документах — 1906, ряд исследователей называют 1905. Разница не велика, но зачем-то она была нужна Мизгиревой, скорее всего, по мотивам бытовым, возможно, связанным с получением образования». (И. Кистович. Перформанс жизни. Альманах KURAK. 2009. С. 76).
Местом рождения Ольги Мизгиревой часто указывают Ташкент. Это не так. В Ташкент она впервые приехала пяти-шести летней девочкой в гости к родителям отца. На всю жизнь ей запомнилась иступленная религиозность суровой властной бабушки, свет лампады, освещающей иконы в темной комнате небольшого деревянного домика. С юности интересовалась живописью. Поступила в 1920 году в экспериментальной школу искусств в Ашхабаде, получившую позже название «Ударная школа искусств Востока». Александр Владычук, директор школы, стал её мужем. Её искусство было основано на традиционных туркменских мотивах, окрашенных в яркие цвета. Её картины «Зной», «Четыре жены», «Туркменские девочки», «Творчество ковроделия» выставлены в Музее изобразительных искусств Туркменистана.
Манера и стилистика полотен художницы связаны с уроками, полученными в Ударной школе искусств народов Востока, с уроками одного из основателей школы Рувима (Ильи) Мазеля и имеют в своей основе отношение к мюнхенскому модерну и российскому авангарду, писала И. Кистович-Гиртбан, опираясь в своем эссе на изучение документов из личного архива О. Ф. Мизгиревой (Гос. архив Туркменистана). Творчество О. Ф. Мизгиревой имело сильнейший отклик в искусстве художников 60-70 годов, в поиске нового пластического языка Клычева Иззата Назаровича и художников группы Семёрка.
В 1934 году Мизгирёва получила заказ из Голландии на выполнение нескольких тысяч иллюстраций тюльпанов из коллекции академика Николая Ивановича Вавилова. Она вернулась в свой родной посёлок, и начала работать в качестве лаборанта в Туркменской опытной станции Всесоюзного института растениеводства. С 1944 по 1981 год Ольга Мизгирёва была директором опытной станции Всесоюзного института растениеводства. Благодаря усилиям Ольги Фоминичны Мизгирёвой и других ученых в 1979 году был организован Сюнт-Хасардагский заповедник.
Мизгирёва обнаружила в 1938 году и описала в 1942 году новый вид растений — мандрагора туркменская (Mandragora turcomanica) — редкий вид мандрагоры в Юго-Западном Копетдаге. Автор около пятидесяти научных статей. Мизгарёва отмечена двумя орденами Трудового Красного Знамени, двумя орденами «Знак Почёта», ей присвоено звание «Заслуженный агроном Туркменистана».
Мизгирёва умерла в 1994.